# Noord-Waddinxveen

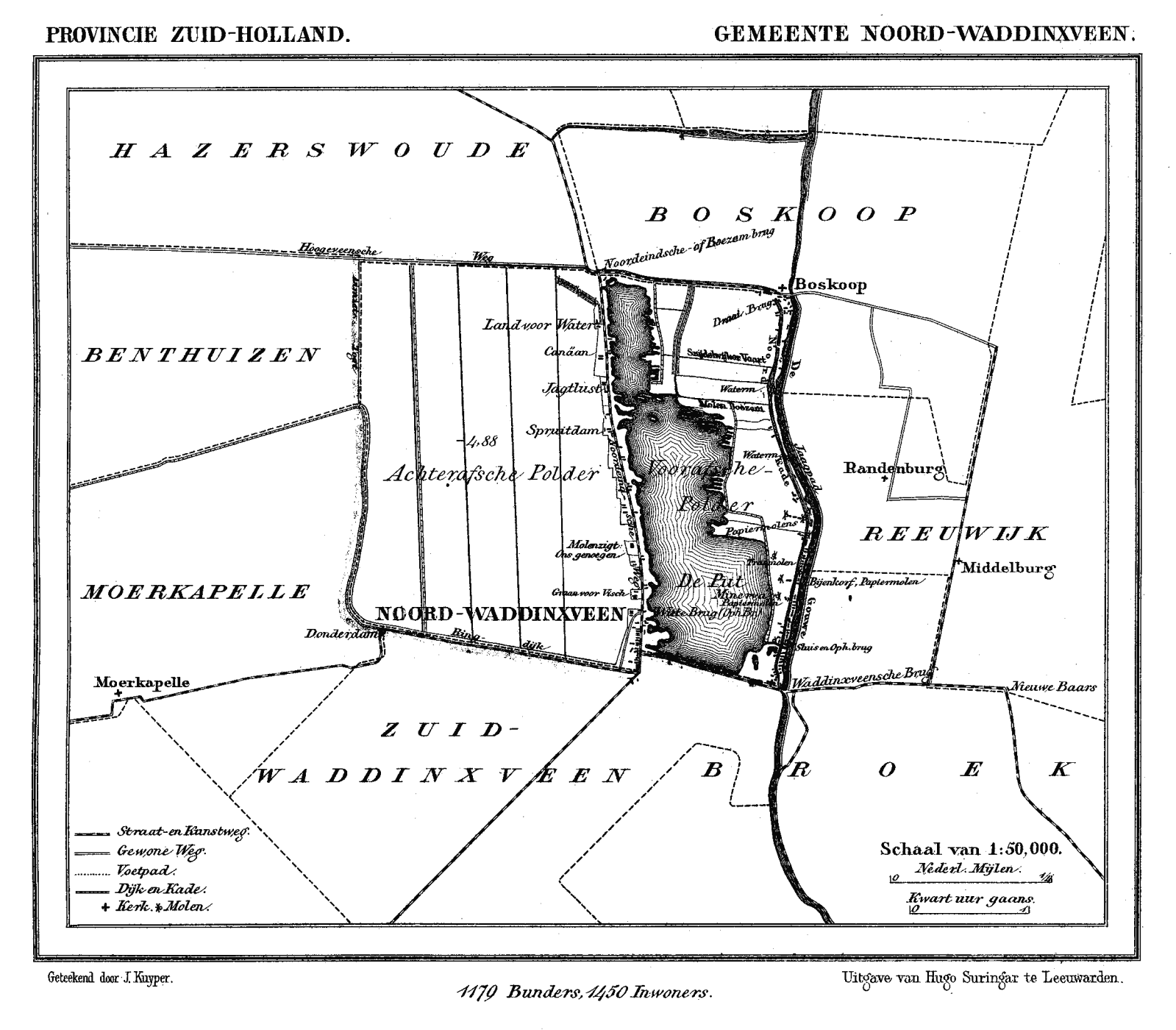
Noord-Waddinxveen in de gemeenteatlas van Kuyper (1869)

Noord-Waddinxveen, op sommige kaarten kortweg Oude Dorp genoemd, is een voormalige Nederlandse gemeente in de provincie Zuid-Holland.

## Geschiedenis
Het gebied van de huidige gemeente Waddinxveen was voor 1795 opgedeeld in een zestal ambachten, waaronder Noord- en Zuid-Waddinxveen. Daarnaast was er nog sprake van de ambachten Sint Hubertusgerecht, Snijdelwijk, Groensvoort en Peulien.
Noord-Waddinxveen en Zuid-Waddinxveen werden in 1812 samengevoegd tot één gemeente Waddinxveen. In 1817 werden beide delen weer van elkaar gescheiden in twee aparte gemeenten. Noord-Waddinxveen werd gevormd door het gebied ten westen van de Gouwe tussen de later gebouwde hefbruggen van Boskoop en Waddinxveen. Het meest westelijke deel van het gebied was de Achterofsche polder. Tussen de Gouwe en deze polder lag een veengebied, dat na de vervening omgevormd was in een plas, de Put of Putte genoemd. In de tweede helft van de 19e eeuw werd dit gebied drooggemalen waardoor de Voorofsche Polder ontstond. In 1870 werd besloten om de scheiding weer ongedaan te maken. Zuid- en Noord-Waddinxveen werden samengevoegd met een groot deel van de gemeente Broek c.a. tot de 'nieuwe' gemeente Waddinxveen. Vooruitlopend op dit besluit hadden de drie gemeenten al vanaf 1864 één burgemeester, Gerret Willem Christiaan van Dort Kroon. Daarvoor hadden Noord- en Zuid-Waddinxveen ook al vanaf 1833 dezelfde burgemeester, Arie van Oosten, gehad.